# Wspólnota administracyjna Wilhelmsdorf
Wspólnota administracyjna Wilhelmsdorf – wspólnota administracyjna (niem. Vereinbarte Verwaltungsgemeinschaft) w Niemczech, w kraju związkowym Badenia-Wirtembergia, w rejencji Tybinga, w regionie Bodensee-Oberschwaben, w powiecie Ravensburg. Siedziba wspólnoty znajduje się w miejscowości Wilhelmsdorf, przewodniczącym jej jest Hans Gerstlauer.
Wspólnota administracyjna zrzesza dwie gminy wiejskie:
- Horgenzell, 4 855 mieszkańców, 56,16 km²
- Wilhelmsdorf, 4 806 mieszkańców, 38,10 km²